# Curtea de Argeș
Curtea de Argeș (pronunciat en romanès: [Kurte̯a de ˈard͡ʒeʃ]) és un municipi de Romania situat a la riba esquerra del riu Argeș, on travessa una vall dels baixos Carpats (les muntanyes Făgăraș), al ferrocarril que va de Pitești al pas Turnu Roșu. Forma part del comtat d'Argeș. La ciutat també administra un poble, Noapteș.
El 7 de juliol de 1947, les precipitacions totals a Curtea de Argeș van ser de 2.057 mil·límetres en 20 minuts, que és un rècord mundial.

## Etimologia i noms
El nom actual, literalment la Cort sobre (el riu) Argeș, fa referència a l'antiga condició de la ciutat com a capital de Valàquia. Alguns historiadors identifiquen el riu Argeș amb els antics "Ordessos", tot i que és improbable que el nom es derivi d'aquest nom. Els documents més antics eslaus utilitzar una forma "Arghiş", el que podria suggerir una Cumana o Pecheneg etimologia, des del arghiš arrel ("terreny més alt", "altures").
El nom original era Argeș, que també es feia servir per al nom del riu.

## Història

### Capital de Valàquia

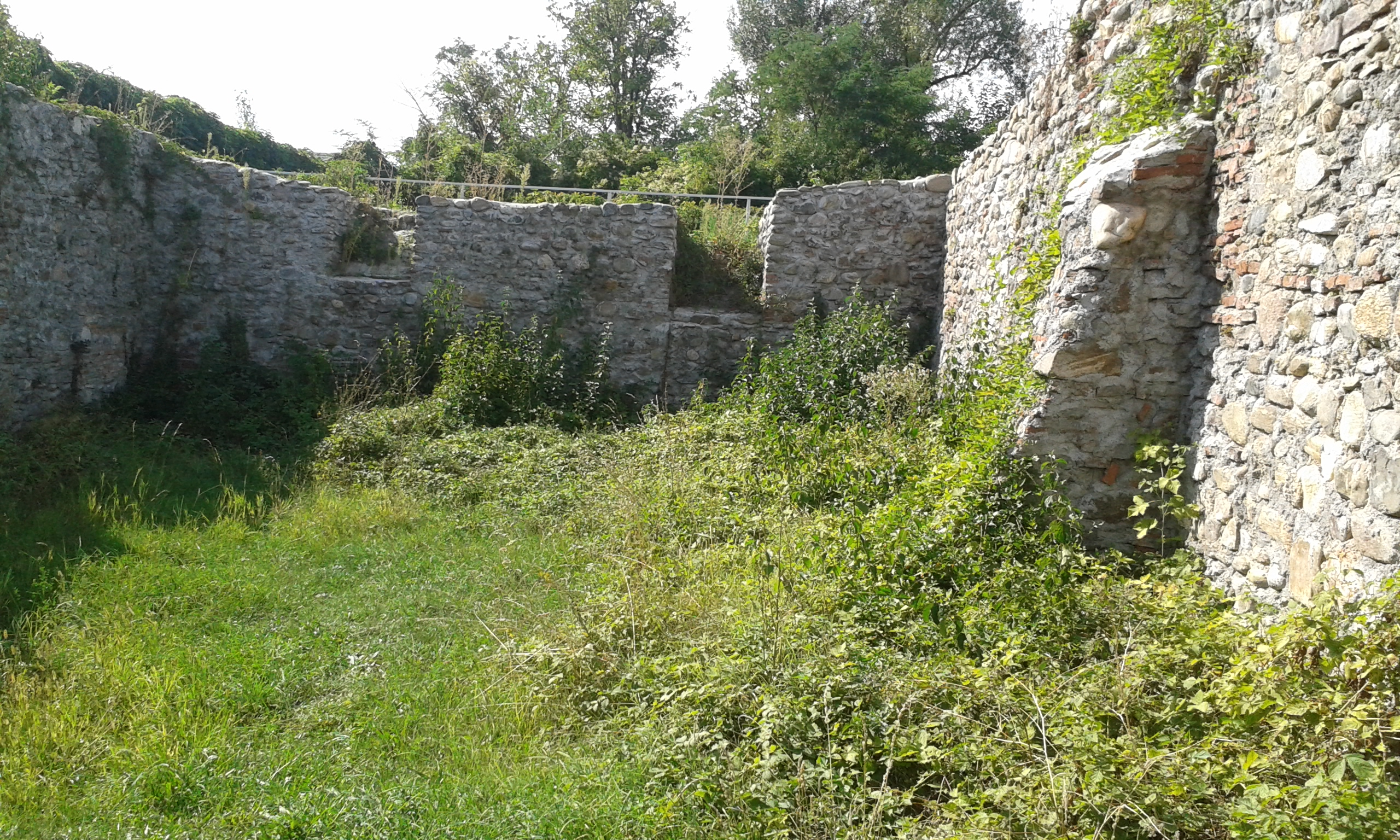
Ruïnes de la cort reial medieval a Curtea de Argeș

Curtea de Argeș és una de les ciutats més antigues de Valàquia. Va ser la capital d'un petit estat local que va ser l'inici de la unificació de les terres al sud dels Carpats. Les evidències arqueològiques més antigues que eren la seu d'un governant d'aquest tipus daten del segle xiii.
Câmpulung va ser la seu de Basarab I, el voivoda de Valàquia, que va ser esmentat per primera vegada en un document escrit el 1324 a la cort de Carles I d'Hongria. L'any següent, va esclatar un conflicte entre els dos i el 1330, Carles I va organitzar una expedició contra l'"infidel" Basarab i va destruir la fortalesa d'Argeș.
La tradició de les cròniques valaques difereixen dels documents hongaresos: no mencionen Basarab I i, en canvi, afirmen que Argeș va ser fundada el 1290 per Radu Negru que va creuar els Carpats des de Transsilvània per fundar les ciutats de Curtea de Argeș i Câmpulung.
Tot i que a vegades s'acredita Câmpulung com la primera capital de Valàquia, les cròniques valaques només esmenten Curtea de Argeș com la capital, cosa que es recolza en el fet que els documents hongaresos mencionen que Carles I va atacar la fortalesa d'Argeș i no la de Câmpulung.
Després de 1340, es va construir una nova cort reial a Argeș, que contenia un palau i una església, tot el recinte tenia una superfície de 0,76 hectàrees. Va ser aquí on es va fundar l'Església ortodoxa metropolitana de Valàquia
La ciutat comerciava amb Transsilvània, centrant-se en la ciutat de Sibiu, cap a la qual tenia una carretera directa que creuava la vall del riu Olt i Țara Loviștei. La zona comercial de la ciutat es trobava al voltant de la cort i de l'església de Sant Nicolau, on hi havia el basar.

### Declivi
Aquest tribunal d'Argeș va ser la residència dels hospodars valacs fins a Mircea I de Valàquia, inclòs. Els següents governants van utilitzar tant Argeș com Târgoviște com a seients de la cort i el viatger Johann Schiltberger va esmentar que el 1396 ambdues ciutats eren capitals.
Del 1396 al 1460, Valàquia va ser tributària de l'Imperi Otomà sunní-islàmic, els hospodars foren vassalls del seu gran soldà.
Durant el segle xv, la seva cort es va utilitzar de manera alternativa a la de Târgoviște, però al segle XVI la capital es va traslladar completament a Târgoviște i la cort d'Argeș poques vegades es va utilitzar.
Argeș va ser una de les ciutats més importants de Valàquia als segles XIV i XV, però a partir del segle XVI la seva importància va començar a esvair-se. La seu del Metropolità Ortodox es va traslladar a Târgoviște el 1517, mentre que el bisbat catòlic va acabar la seva activitat el 1519. La caiguda del comerç amb Sibiu i Brașov també va provocar un descens de la població.
Després de la construcció del monestir de Curtea de Argeș durant el govern de Neagoe Basarab, els governants de Valàquia el van afavorir i, a part de les donacions (part del domini de la ciutat), li van donar drets sobre la ciutat. El monestir va presidir proves al mercat i se li va permetre construir duanes i molins. Això va erosionar l'autonomia de la ciutat i va provocar una nova caiguda econòmica.

### Època moderna
El primer rei modern del país unit, Carles I de Romania, va reformar el monestir Curtea de Argeș i el va designar com a necròpolis reial el 1886. Curtea de Argeș es va convertir en el lloc d'enterrament de la Casa Reial de Romania (una branca de la dinastia Hohenzollern-Sigmaringen), incloent-hi Carol I, Ferran I i la reina Maria, i Miquel I i la reina Anna. El rei Carol I també va construir un ferrocarril que connectava Curtea de Argeș amb Bucarest; l'estació de ferrocarril de la ciutat data d'aquest període i destaca com una de les obres mestres arquitectòniques distintives de la ciutat.
Els germans Ștefănescu-Goangă, Mihail i Florian, van contribuir a la modernització de la infraestructura de la ciutat durant els anys vint i trenta. Com a alcalde, Mihail Ștefănesu Goangă va supervisar la construcció de les primeres carreteres asfaltades de la ciutat, l'oficina de correus i el mercat central. Florian Ștefanescu-Goangă va fundar l'escola d'estiu de la Universitat Babeș-Bolyai a Curtea de Argeș, que després es va convertir en el Col·legi Nacional Vlaicu Vodă, un dels instituts més prestigiosos de Romania.
Durant el règim comunista, la industrialització dirigida per l'estat va provocar la construcció de diverses fàbriques importants a la ciutat, que es van convertir en un important productor de proteïnes agrícoles, porcellana i tèxtils. Durant la dècada de 1990, la majoria de les indústries de l'era comunista es van tancar, però Curtea d'Argeș continua sent un centre de fabricació de tèxtils i moda de gamma alta.

## Història eclesiàstica

### Bisbat llatí d'Argeș
A les primeres dècades del segle xiv, un grup de catòlics alemanys de Saxònia van ser sotmesos a l'autoritat del bisbe catòlic de Transsilvània (hongaresa) i es van establir a la ciutat. El 1381 es va fundar la diòcesi llatina d'Argeș com a bisbat catòlic d'aleshores només a Valàquia, sufragània de l'arquebisbat hongarès de Kalocsa. No hi ha noms disponibles.
Va ser suprimit el 1519/20 (just després de la metròpoli ortodoxa), el seu territori es va utilitzar el 1590 per establir la diòcesi de Bacău.
Al segle XVII el bisbat es va traslladar a Bacău a causa de la disminució del nombre de catòlics locals.

### Arquebisbat Ortodox d'Argeș

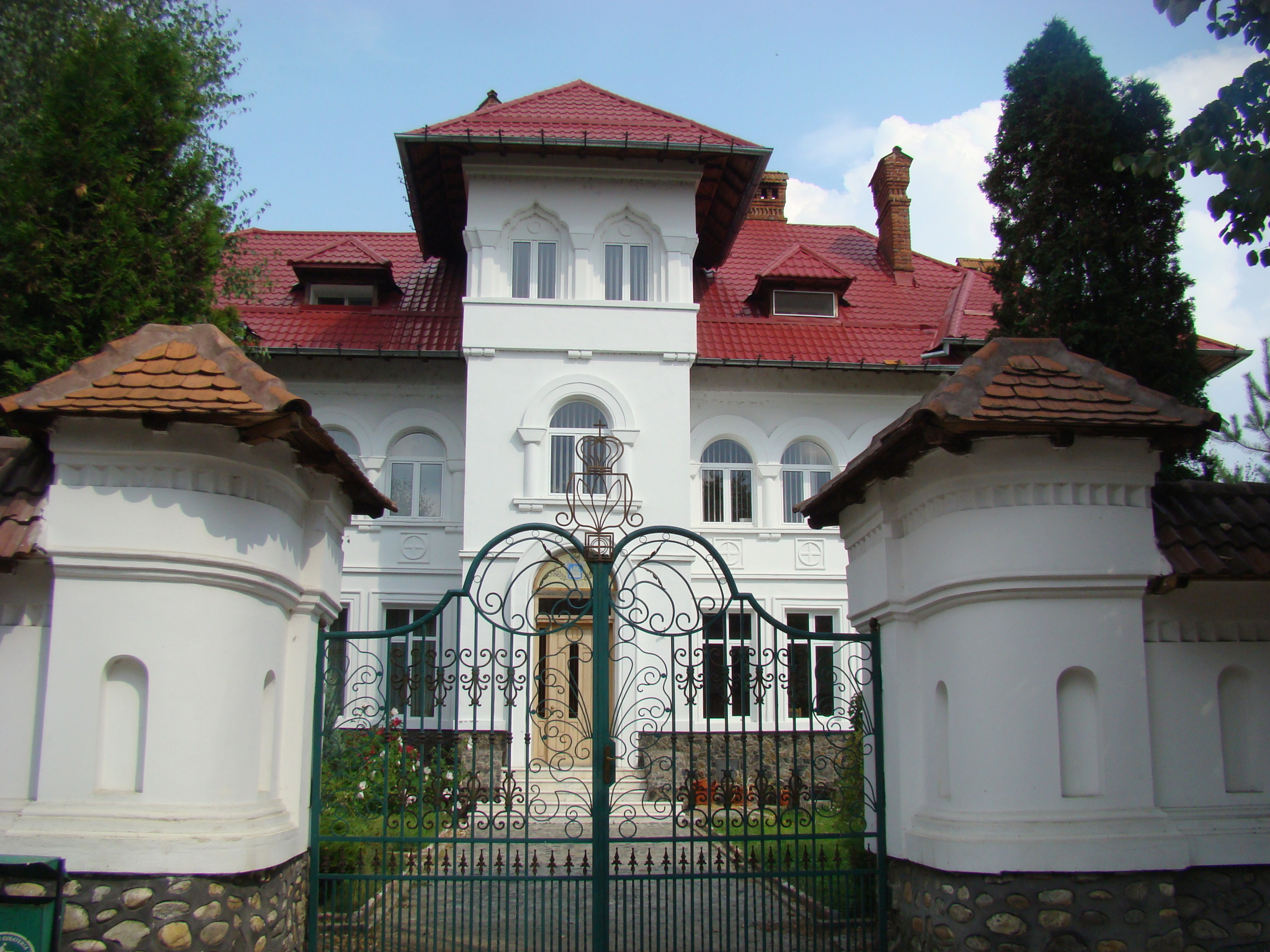
Palau Episcopal

Un arquebisbat grec ortodox d'Orgeș es va establir el 1396, sota l'autoritat del patriarca ecumènic de Constantinoble per Callist I, però disputat pel patriarcat búlgar d'Ochrid.
La seu del metropolità ortodox es va traslladar a Târgoviște el 1517, just abans que el bisbat catòlic acabés la seva activitat.
Tanmateix, a finals del segle xviii, va tornar a convertir-se en la seu de la moderna arxidiòcesi ortodoxa romanesa d'Argeș i Muscel, sota la metròpoli de Valàquia i Dobrudja.

### Esglésies emblemàtiques

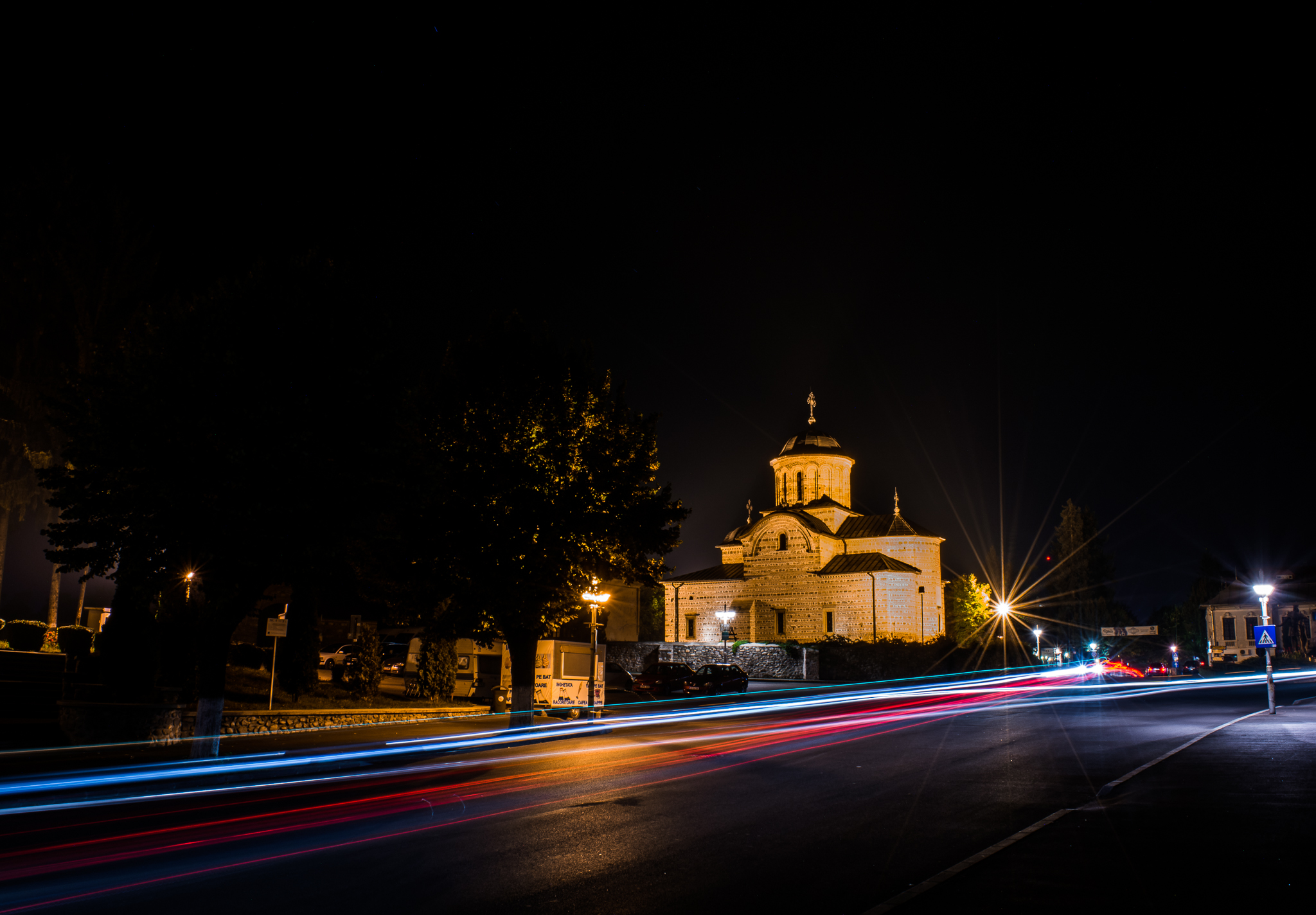
Església príncep de Sant Nicolau

La ciutat és el lloc on hi ha parelles esglésies medievals (entre elles la catedral de Curtea de Argeș) que han tornat a ser bisbat ortodox des de finals del segle xviii.
L'església més important és la Biserica Domnească (Església Reial) construïda per Basarab I, totalment reformada entre 2003-2004. S'assembla a una fortalesa de pedra, connectada a través de catacumbes a una torre de guàrdia en un turó proper. Les ruïnes del complex del Palau del Príncep encara són visibles. S'esmenta a Doamna Chiajna d' Alexandru Odobescu. Una de les llegendes romaneses més duradores i famoses, la llegenda de Meşterul Manole, està relacionada amb la construcció del monestir.

## Fills il·lustres
- Nicolae Pleșiță, cap del Servei d'Intel·ligència Exterior de la Securitate
- Florian Ștefănescu-Goangă, psicòleg, fundador de l'Institut Romanès de Psicologia Experimental i president de la Universitat Babeș-Bolyai
- Petre Ștefănescu-Goangă, baríton i actor
- Bogdan Suceavă, matemàtic i escriptor
- Urmuz, escriptor de contes avantguardista

## Galeria

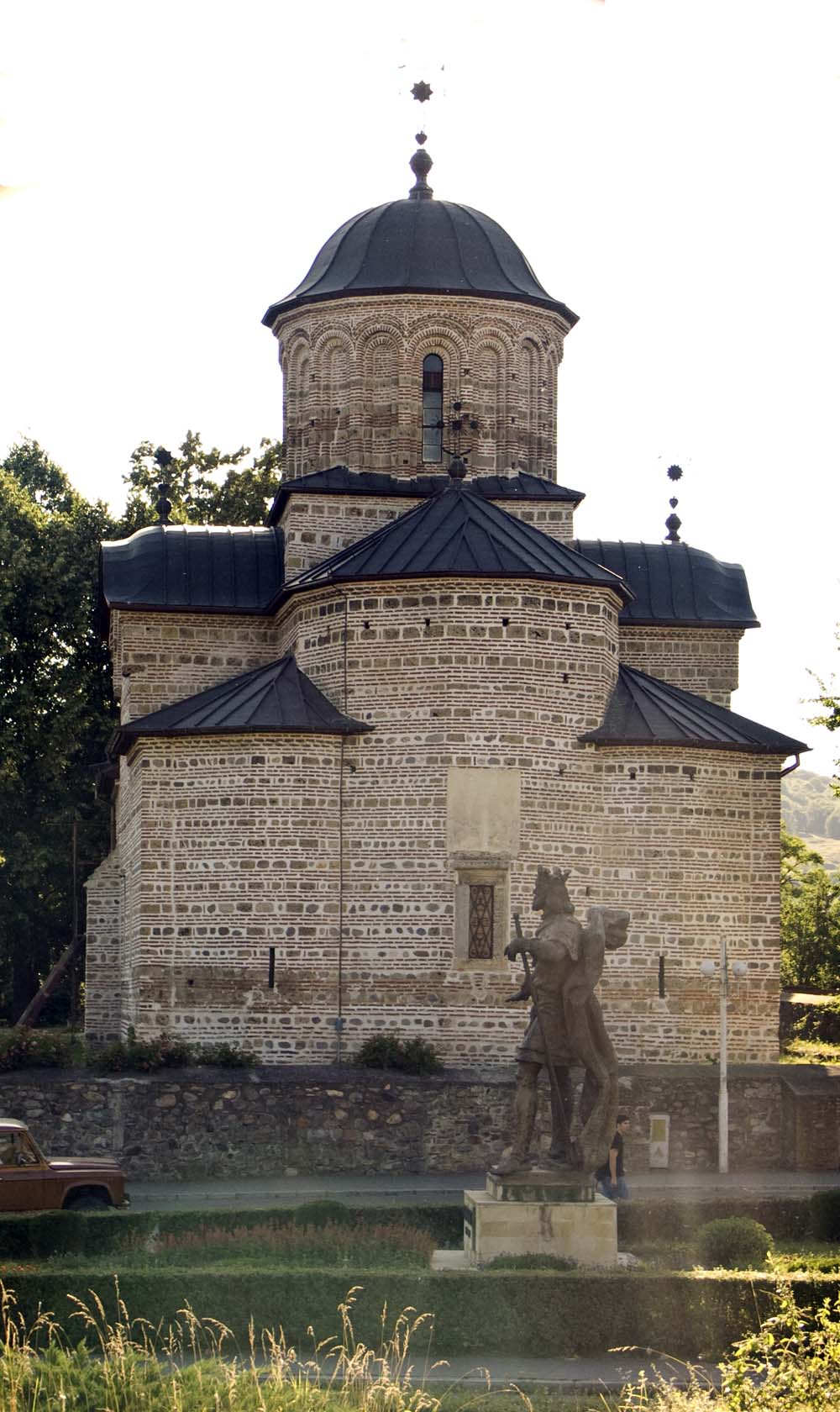
Església príncep de Sant Nicolau
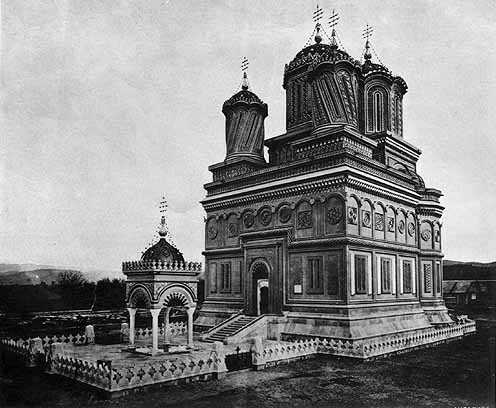
Catedral de Curtea de Argeș en un gravat de 1880
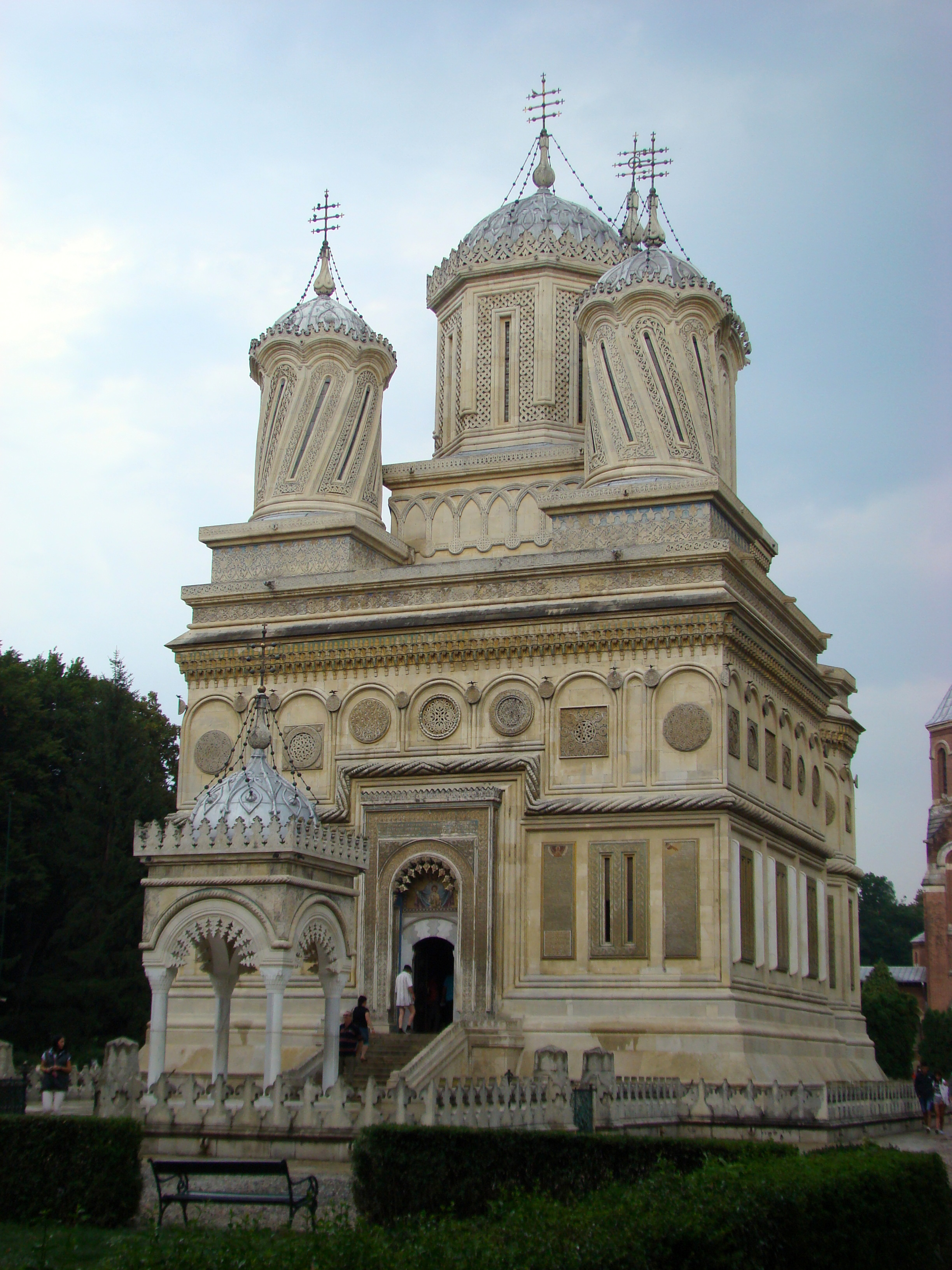
Catedral
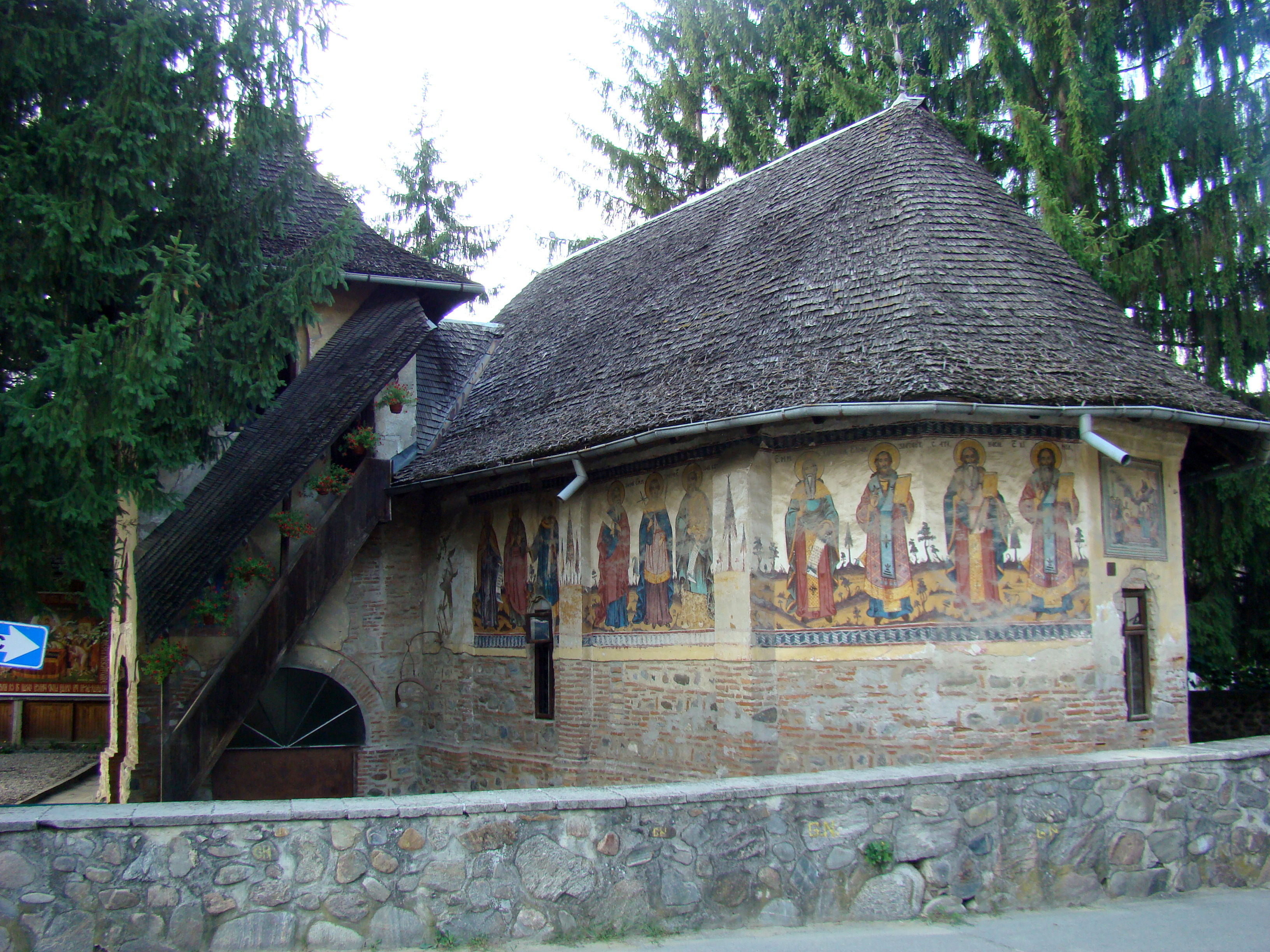
Església Olari
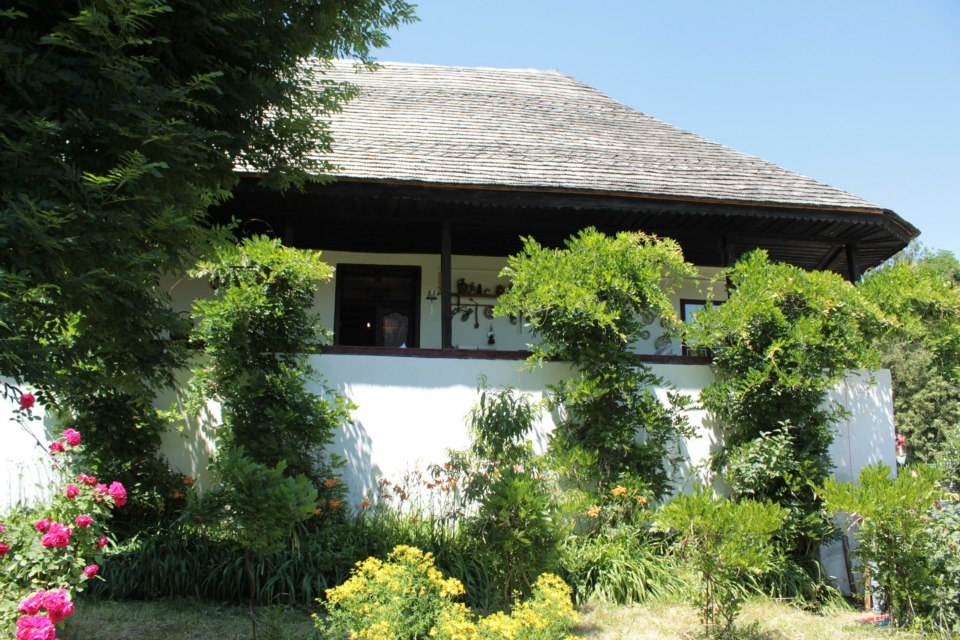
Casa Goangă
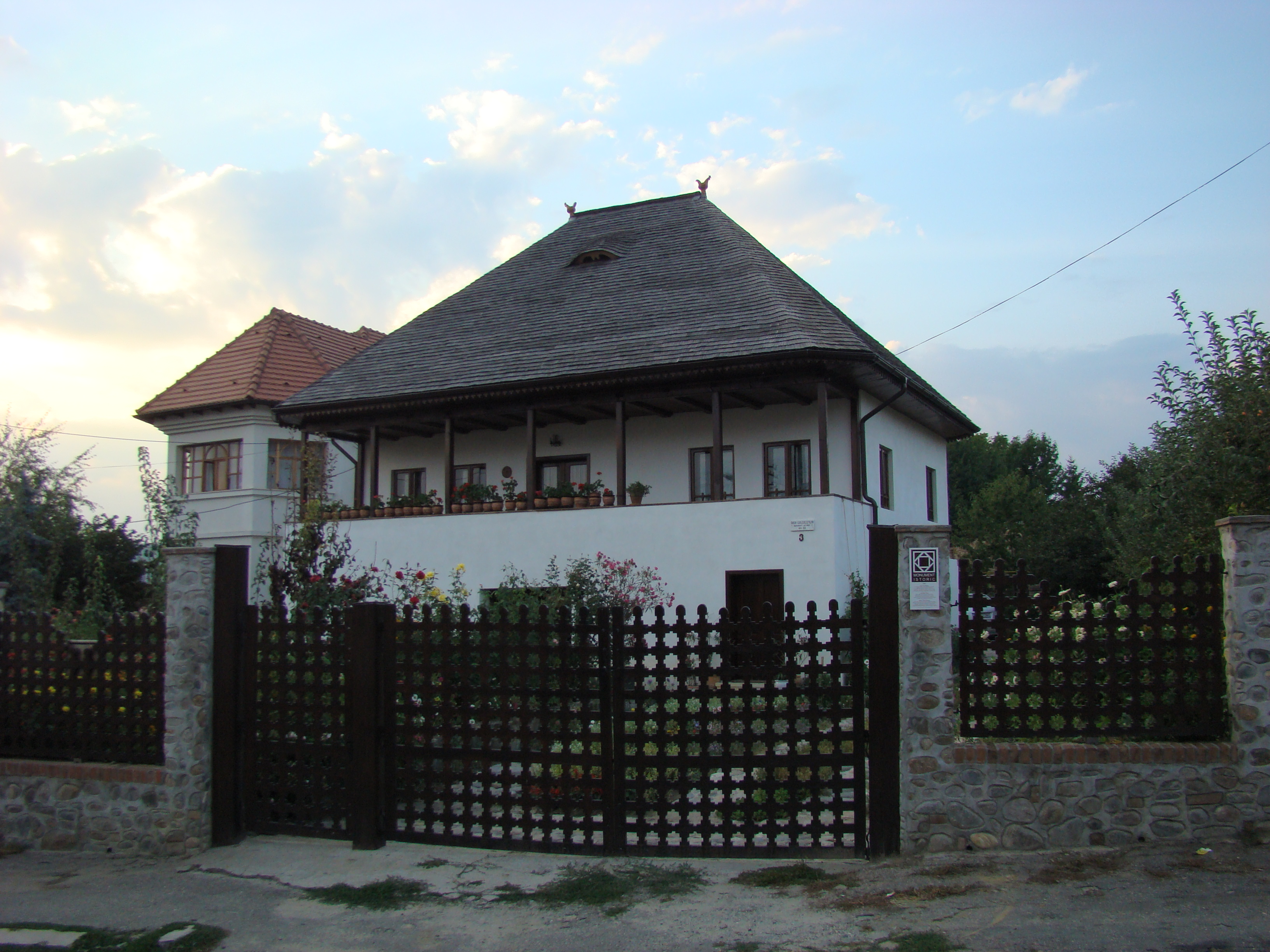
Casa Cioculeștilor
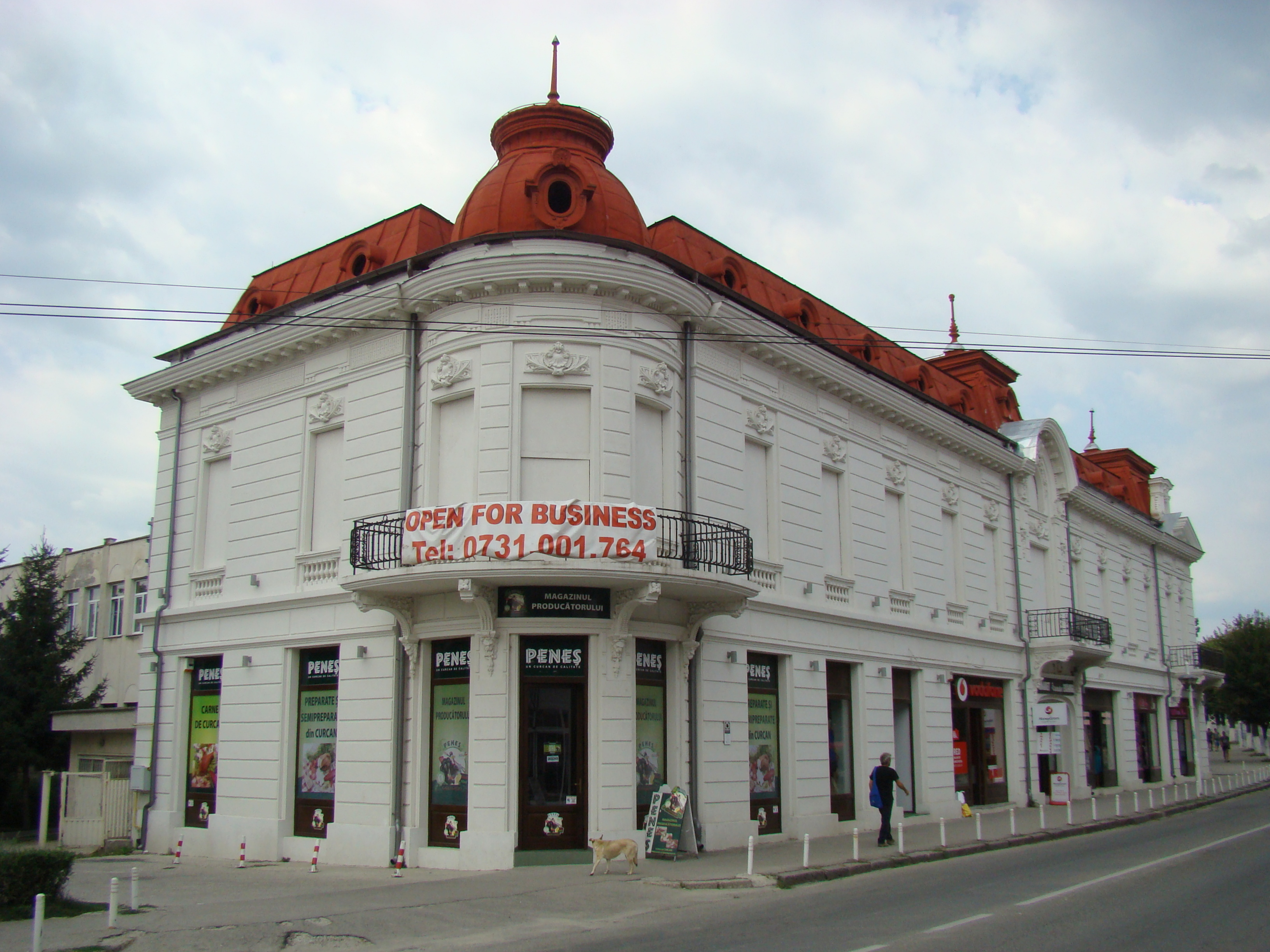
Antic Hotel Royal
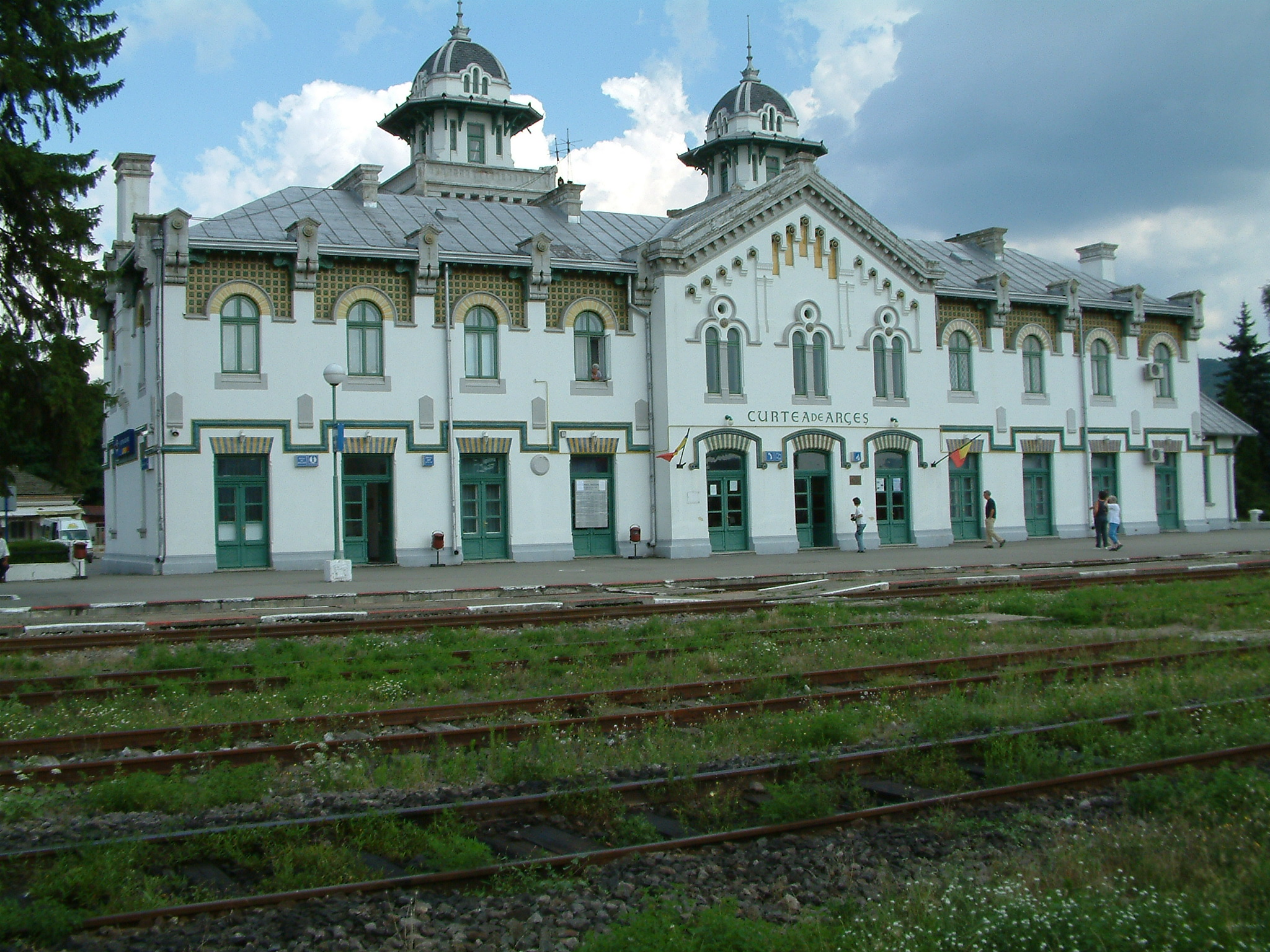
Estació de tren